# 샤히드 헤마트 산업그룹
샤히드 헤마트 산업그룹(SHIG, Shahid Hemmat Industrial Group)은 이란의 방산기업이다. 이란 항공우주산업기구의 자회사이다.

## 역사
북한 조선광업개발무역회사(KOMID)는 이란의 군수기업 샤히드 헤마트 산업그룹(SHIG)에 액체 추진 탄도미사일과 우주발사체(SLV)의 지상실험에 쓰이는 밸브, 전자부품, 계측장치 등을 판매해온 것으로 알려졌다.
샤히드 헤마트 산업그룹이 사거리 2,000 km인 1단 액체연료 샤하브-3 탄도 미사일을 개발했다. 북한의 노동 미사일을 카피한 것으로 알려졌다.
단천상업은행은 조선광업개발무역회사의 탄도 미사일 판매를 위한 자금 조달을 담당하고 있고, 조선광업개발무역회사와 이란의 샤히드 헤마트 산업그룹 간의 탄도미사일 거래에도 관여했다.

## 같이 보기
- 샤히드 헤마트 산업그룹 - 액체연료 미사일 개발
- 샤히드 바게리 산업그룹 - 고체연료 미사일 개발